# Sådan er søskende
Sådan er søskende er en dansk dokumentarserie i fire afsnit fra 2011 af forskellige instruktører.

## Afsnit
Obs! Afsnittene er oplistet i alfabetisk rækkefølge. Tilføj gerne afsnitsnumre og første sendedage.
| # | Titel                 | Instruktør           | Forfatter                    | Første sendedag |
| --- | --------------------- | -------------------- | ---------------------------- | --------------- |
| | "Jennis storesøster"  | Max Kestner          |                              |                 |
| Lulu på 9 og Jenni på 7 skal have en lillebror. De glæder sig. Særligt Jenni, som nu også bliver storesøster - ligesom Lulu. Tiden går langsomt når man venter, og de to søstre bruger tiden på at forberede deres lillebrors ankomst. Samtidig taler de meget om hvad det vil sige at være en god storesøster. Dagene ligner hinanden, mens forældrene trækker Lulu og Jenni gennem de almindelige rutiner. Men til sidst sker miraklet. Medvirkende: Lulu Joe Kestner, Jenni Lee Kestner, Tallulah Wille Bang, Elmo Ray Kestner. |                       |                      |                              |                 |
| | "Lige midt imellem"   | Laila Hodell         | Laila Hodell, Nikolaj Hodell |                 |
| Nikolaj er mellemste bror. Han er 12 år. Han føler sig klemt af sine to stærke brødre, Oliver på 14 og Tobias på 7. Nikolaj er en drømmer, med mange interesser. Han tænker på, om han kan blive lige så stærk som sine brødre, eller om det hele livet skal være sådan som nu. I filmen fortæller Nikolaj om sin verden og om, hvordan han gennem billeder, musik og tanker forsøger at finde sin egen friplads i familien. Medvirkende: Nikolaj Hodell, Oliver Hodell, Tobias Hodell. |                       |                      |                              |                 |
| | "Mig og min tvilling" | Mikala Krogh         |                              |                 |
| Cecilie og Katrine er enæggede tvillinger. Efter ferien skal de starte i en ny skole, men ikke længere gå i klasse sammen. Det er deres egen beslutning, da de har lyst til at prøve at få nye venner, som de ikke altid er fælles om. Cecilie og Katrine plejede at ligne hinanden som to dråber vand, men siden Cecilie fik kræft ligner de ikke hinanden så meget længere - mest fordi Cecilie har tabt håret af den medicin, hun får. De er begge meget spændte på, hvordan det kommer til at gå, og det første store spørgsmål er om Katrine skal tage buksedragt på i skole og om Cecilie skal tage kasket eller paryk på. De er begge spændte da den nye skoledag starter. |                       |                      |                              |                 |
| | "Mig uden dig"        | Aage Rais-Nordentoft | Aage Rais-Nordentoft         |                 |
| Den 9-årige No har boet sammen med sin storesøster, Metha, hele livet, men nu skal hun rejse til Japan i et helt år. Så der bliver helt tomt og stille derhjemme. Når Metha rejser, kan No sætte sit trommesæt ind på hendes værelse, og på en måde er han ikke længere bare den irriterende lillebror. Men det er også svært, for han savner hende og kan måske ikke fylde det tomrum ud, som hun har efterladt både i huset og i Nos hjerte. |                       |                      |                              |                 |